# Alluyes
Alluyes é uma comuna francesa na região administrativa do Centro, no departamento Eure-et-Loir. Estende-se por uma área de 19,9 km². Em 2010 a comuna tinha 843 habitantes (densidade: 42,4 hab./km²).